# Djoser
Piramida în trepte a lui Djoser din Saqqara, Egipt
Netjerikhet Djoser (Lista Regilor din Turin "Dsr-it"; Manetho "Tosarthros") este cel mai cunoscut  faraon celei de a III-a dinastii a Egiptului Antic prin comandarea unei piramide (Piramida in trepte din Saqqara), realizată de Imhotep.